# Kramovik
Kramovik en albanais et en serbe latin (en serbe cyrillique : Крамовик) est une localité du Kosovo située dans la commune/municipalité de Rahovec/Orahovac et dans le district de Prizren/Prizren. Selon le recensement kosovar de 2011, elle compte 1 125 habitants.
Selon le découpage administratif du Kosovo, la localité fait partie du district de Gjakovë/Đakovica.

## Démographie

### Évolution historique de la population dans la localité
| 1948 | 1953 | 1961 | 1971 | 1981 | 1991  | 2011  |
| ---- | ---- | ---- | ---- | ---- | ----- | ----- |
| 306  | 345  | 431  | 620  | 767  | 1 033 | 1 125 |

|  |

### Répartition de la population par nationalités (2011)
En 2011, les Albanais représentaient 98,66 % de la population.